# Brianne Theisen-Eaton
Pour les articles homonymes, voir Theisen.
Brianne Theisen  (née le 18 décembre 1988 à Saskatoon) est une athlète canadienne, spécialiste des épreuves combinées. Elle est sacrée championne du monde en salle du pentathlon en mars 2016.

## Biographie

### Débuts

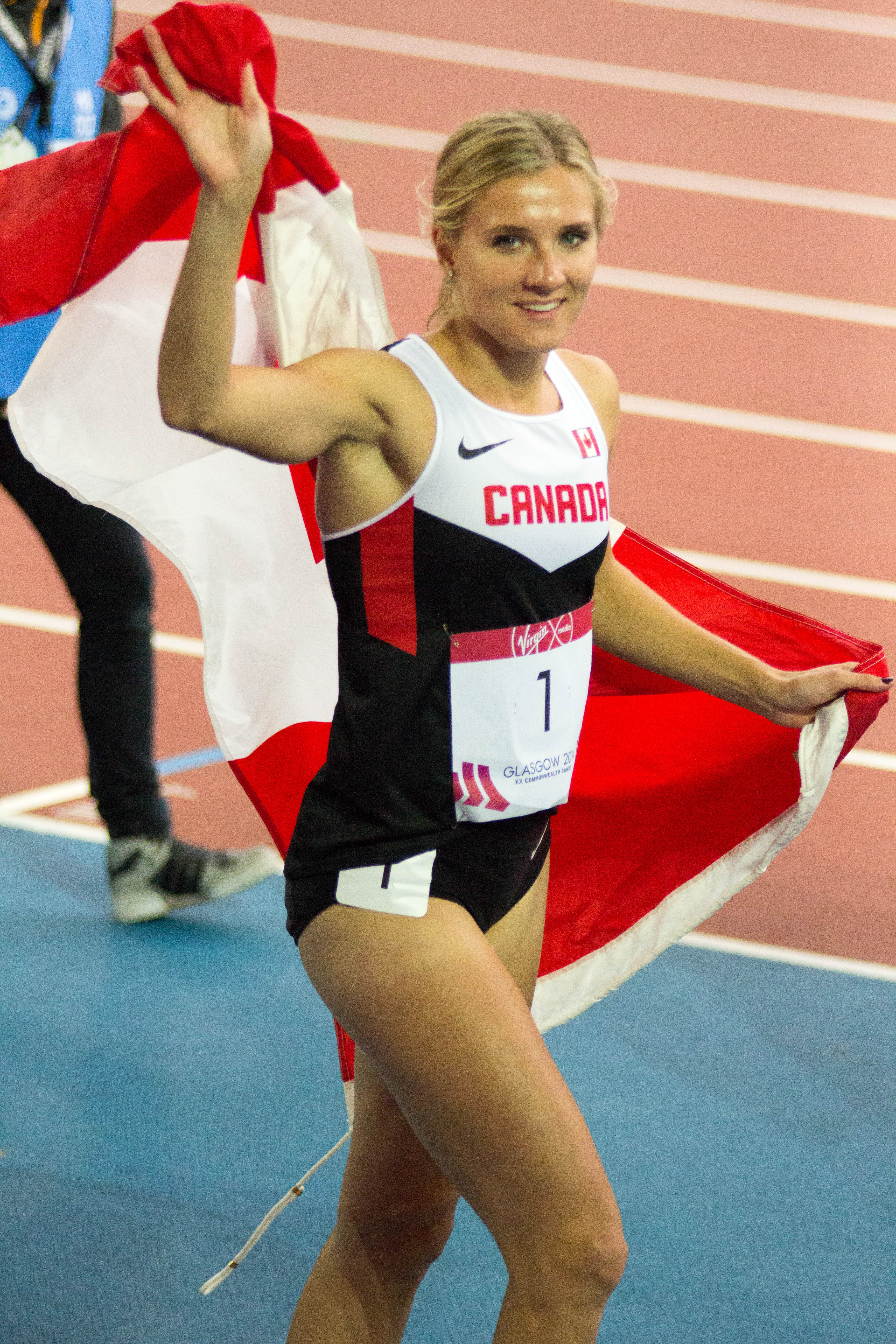
Brianne Theisen-Eaton en 2014 lors de son titre aux Jeux du Commonwealth de Glasgow.

Vainqueur en 2006 des championnats du Canada juniors dans l'épreuve de l'heptathlon, elle participe cette même année aux championnats du monde juniors, à Pékin, où elle se classe 17e de l'épreuve. En 2007, elle remporte les championnats panaméricains juniors, à São Paulo au Brésil.
Étudiante à l'Université d'Oregon à Eugene, elle s'illustre lors des Championnats NCAA en remportant trois titres en plein air à l'heptathlon (2009, 2010 et 2012), et trois titres indoor au pentathlon (2010, 2011 et 2012).
Elle se classe 15e des Championnats du monde 2009 à Berlin, et 11e des Jeux olympiques de 2012 à Londres. 
En 2013, Brianne Theisen remporte le meeting de Götzis devant les Néerlandaises Nadine Broersen et Dafne Schippers, avec 6 376 pts. Elle épouse Ashton Eaton, décathlonien champion du monde et olympique, en juin 2013. Vice-championne du monde en salle en mars 2014 à Sopot, elle remporte les Jeux du Commonwealth à Glasgow puis redevient vice-championne du monde (après 2013) en août 2015 à Pékin derrière la Britannique Jessica Ennis mais devant la Lettone Laura Ikauniece-Admidiņa.

### Championne du monde en salle et médaillée olympique (2016)
Le 19 mars 2016, Brianne Theisen-Eaton remporte son premier titre mondial en s'imposant lors des championnats du monde en salle de Portland avec 4 881 points, nouveau record personnel et continental et meilleure performance mondiale de l'année.
Le 20 mai, la Canadienne s'impose sur 100 m haies au Golden Spike Ostrava en 13 s 20. Le 13 août suivant, Brianne Theisen-Eaton décroche la médaille de bronze des Jeux olympiques de Rio avec 6 653 points, devancée par la Belge Nafissatou Thiam (6 810) et la Britannique Jessica Ennis-Hill (6 775). Son mari Ashton Eaton conserve quant à lui son titre olympique du décathlon.

#### Retraite (2017)
Le 4 janvier 2017, avec son mari Ashton Eaton, Brianne Theisen-Eaton annonce sa retraite sportive, ne ressentant plus la passion qu'elle connaissait dans l'athlétisme auparavant,.

## Palmarès
| Date | Compétition                           | Lieu                                  | Résultat | Épreuve    | Performance   |
| ---- | ------------------------------------- | ------------------------------------- | -------- | ---------- | ------------- |
| 2005 | Championnats du monde cadets          | Marrakech                             | 17e      | Heptathlon | 4 805 pts     |
| 2006 | Championnats du monde juniors         | Pékin                                 | 17e      | Heptathlon | 5 149 pts     |
| 2009 | Championnats du monde                 | Berlin                                | 14e      | Heptathlon | 5 949 pts     |
| 2012 | Jeux olympiques                       | Londres                               | 9e       | Heptathlon | 6 383 pts     |
| 2013 | Hypo-Meeting                          | Götzis                                | 1re      | Heptathlon | 6 376 pts     |
| 2013 | Championnats du monde                 | Moscou                                | 2e       | Heptathlon | 6 530 pts     |
| 2013 | Décastar                              | Talence                               | 3e       | Heptathlon | 6 252 pts     |
| 2013 | Coupe du monde des épreuves combinées | Coupe du monde des épreuves combinées | 2e       | Heptathlon | 19 158 pts    |
| 2014 | Championnats du monde en salle        | Sopot                                 | 2e       | Pentathlon | 4 768 pts     |
| 2014 | Hypo-Meeting                          | Götzis                                | 2e       | Heptathlon | 6 641 pts     |
| 2014 | Jeux du Commonwealth                  | Glasgow                               | 1re      | Heptathlon | 6 597 pts     |
| 2015 | Hypo-Meeting                          | Götzis                                | 1re      | Heptathlon | 6 808 pts     |
| 2015 | Jeux panaméricains                    | Toronto                               | 4e       | Longueur   | 6,64 m        |
| 2015 | Jeux panaméricains                    | Toronto                               | 3e       | 4 x 400 m  | 3 min 27 s 74 |
| 2015 | Championnats du monde                 | Pékin                                 | 2e       | Heptathlon | 6 554 pts     |
| 2016 | Championnats du monde en salle        | Portland                              | 1re      | Pentathlon | 4 881 pts     |
| 2016 | Hypo-Meeting                          | Götzis                                | 1re      | Heptathlon | 6 765 pts     |
| 2016 | Jeux olympiques                       | Rio de Janeiro                        | 3e       | Heptathlon | 6 653 pts     |

## Records
| Épreuve           | Performance    | Lieu     | Date            |
| ----------------- | -------------- | -------- | --------------- |
| 100 mètres haies  | 12 s 93        | Götzis   | 28 mai 2016     |
| Saut en hauteur   | 1,89 m         | Götzis   | 30 mai 2015     |
| Lancer du poids   | 13,99 m        | Portland | 30 juillet 2015 |
| 200 mètres        | 23 s 33        | Götzis   | 28 mai 2016     |
| Saut en longueur  | 6,72 m         | Götzis   | 31 mai 2015     |
| Lancer du javelot | 46,47 m        | Londres  | 4 août 2012     |
| 800 mètres        | 2 min 09 s 03  | Moscou   | 13 août 2013    |
| Heptathlon        | 6 808 pts (NR) | Götzis   | 31 mai 2015     |

| Épreuve          | Performance    | Lieu            | Date            |
| ---------------- | -------------- | --------------- | --------------- |
| 60 mètres haies  | 8 s 04         | Portland        | 18 mars 2016    |
| Saut en hauteur  | 1,88 m         | College Station | 27 janvier 2012 |
| Lancer du poids  | 13,86 m        | Sopot           | 7 mars 2014     |
| Saut en longueur | 6,42 m         | Portland        | 18 mars 2016    |
| 800 mètres       | 2 min 09 s 99  | Portland        | 18 mars 2016    |
| Pentathlon       | 4 881 pts (AR) | Portland        | 18 mars 2016    |